# Miguel Ángel Velasco Encinas
Miguel Ángel Velasco Encinas (* 20. März 1984 in Nava de la Asunción) ist ein spanischer Handballtrainer und ehemaliger Handballspieler. 

## Vereinskarriere
Miguel Velasco debütierte mit Cuatro Rayas Valladolid in der Spielzeit 2001/2002 in der Liga Asobal, Spaniens höchster Spielklasse. Ab der Saison 2008/2009 lief er in der Liga Asobal für BM. Ciudad de Logroño auf. Von 2001 bis zu seinem Karriereende im Jahr 2016 stand er in der Liga Asobal in 250 Partien auf dem Feld und warf darin insgesamt 223 Tore.
Mit den Teams aus Valladolid und Logroño  nahm er auch an europäischen Vereinswettbewerben teil, so an der EHF Champions League, dem EHF-Pokal und am EHF Cup Winner’s Cup.
Zu seinen Erfolgen zählen zwei Gewinne der Copa del Rey und ein Gewinn der Copa Asobal mit Valladolid.

## Auswahlmannschaften
Von 2001 bis 2003 stand Velasco in 18 Länderspielen für die spanische Jugendnationalmannschaft auf dem Platz, er warf darin insgesamt 17 Tore. Er spielte mit dieser Auswahl auch beim Europäischen Olympischen Sommer-Jugendfestival 2001.
Im Jahr 2004 lief er in 15 Spielen für die spanische Juniorenauswahl auf und erzielte dabei 21 Treffer für Spanien. Mit der Auswahl nahm er an der U-20-Europameisterschaft 2004 teil.

## Trainerkarriere
Ab 2016 war er, zunächst als Co-Trainer, für BM. Ciudad de Logroño aktiv. Zur Spielzeit 2018/2019 übernahm er als Cheftrainer die erste Mannschaft des Vereins. Sein Vertrag wurde im Januar 2020 bis zum Jahr 2024 und Ende 2023 bis zum Ende der Saison 2025/2026 verlängert.
Seit 2022 ist Velasco auch als Assistenztrainer von Chema Rodríguez, mit dem er in Valladolid zusammenspielte, für die Nationalmannschaft Ungarns tätig.